# Hemilea fenestrata
Hemilea fenestrata är en tvåvingeart som först beskrevs av Ito 1984.  Hemilea fenestrata ingår i släktet Hemilea och familjen borrflugor. Inga underarter finns listade i Catalogue of Life.